# Equus grevyi

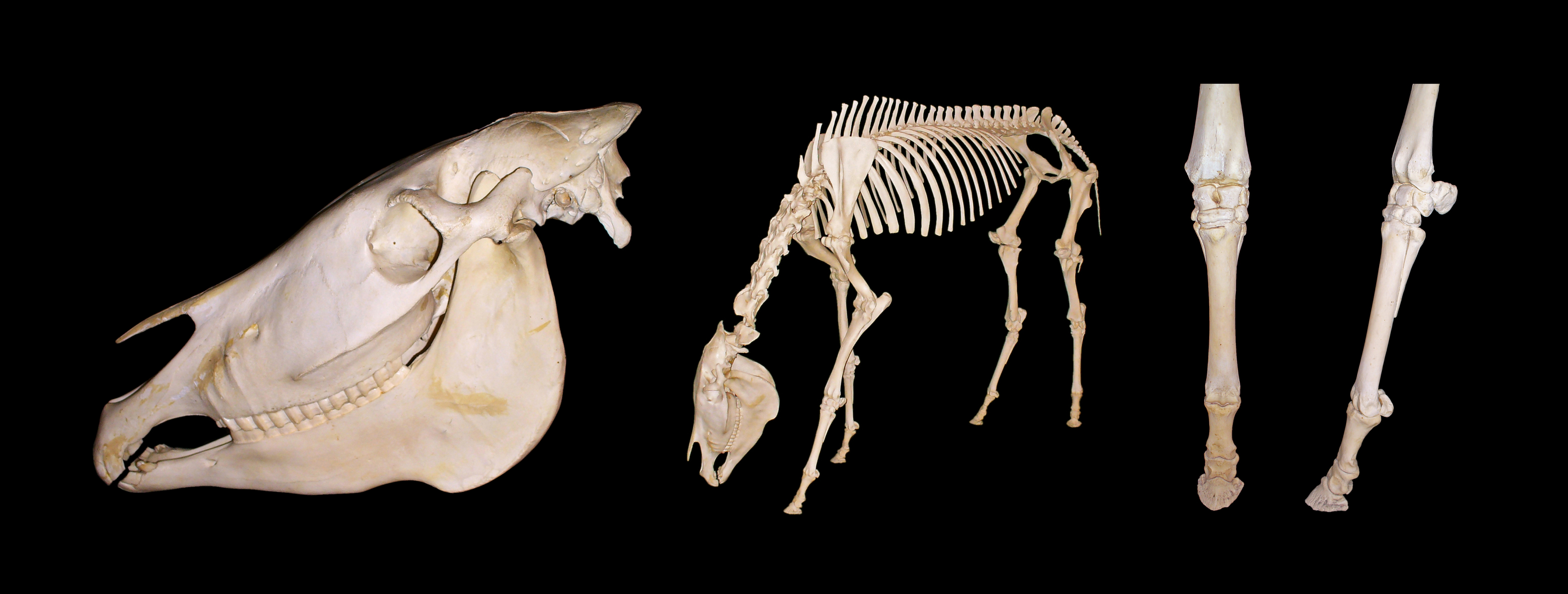
Esqueleto de Equus grevyi

La cebra de Grévy o cebra real (Equus grevyi) es una especie de mamífero perisodáctilo de la familia Equidae. Es la cebra más grande, con muchas y estrechas rayas verticales y grandes orejas redondas. Esta especie de cebra es la más domesticable. Aunque es más grande y fuerte que la cebra común, es más fácil de entrenar. Un rasgo especial de conducta de la cebra de Grevy es que en la estación de cría, los sementales no tienen harenes. En cambio, cada semental se vuelve extremadamente territorial y defiende un pequeño pedazo de terreno, intentando copular con cualquier hembra que cruce a través de su territorio.

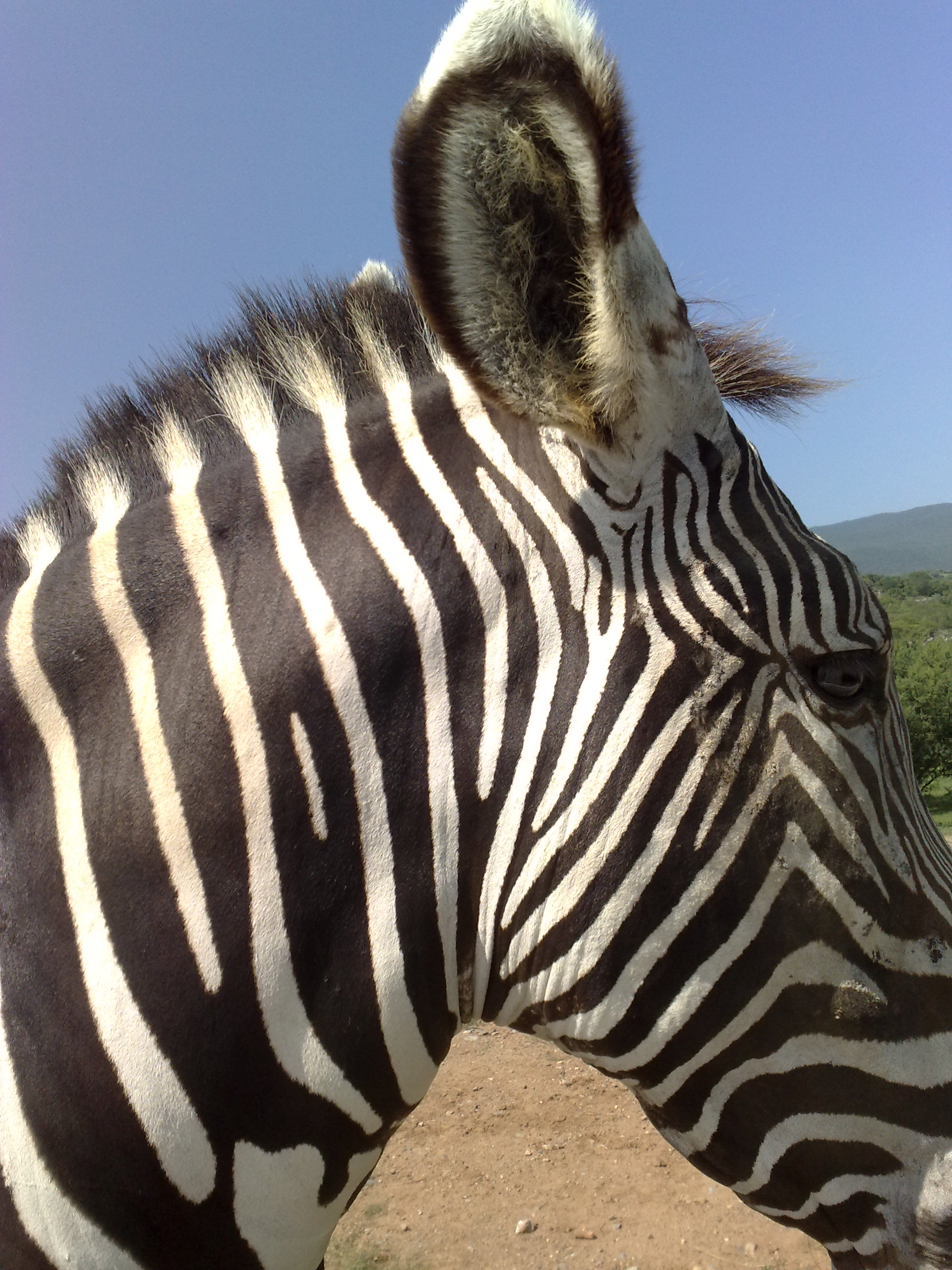
Detalle del cuello de una cebra de Grévy

## Distribución y ecología

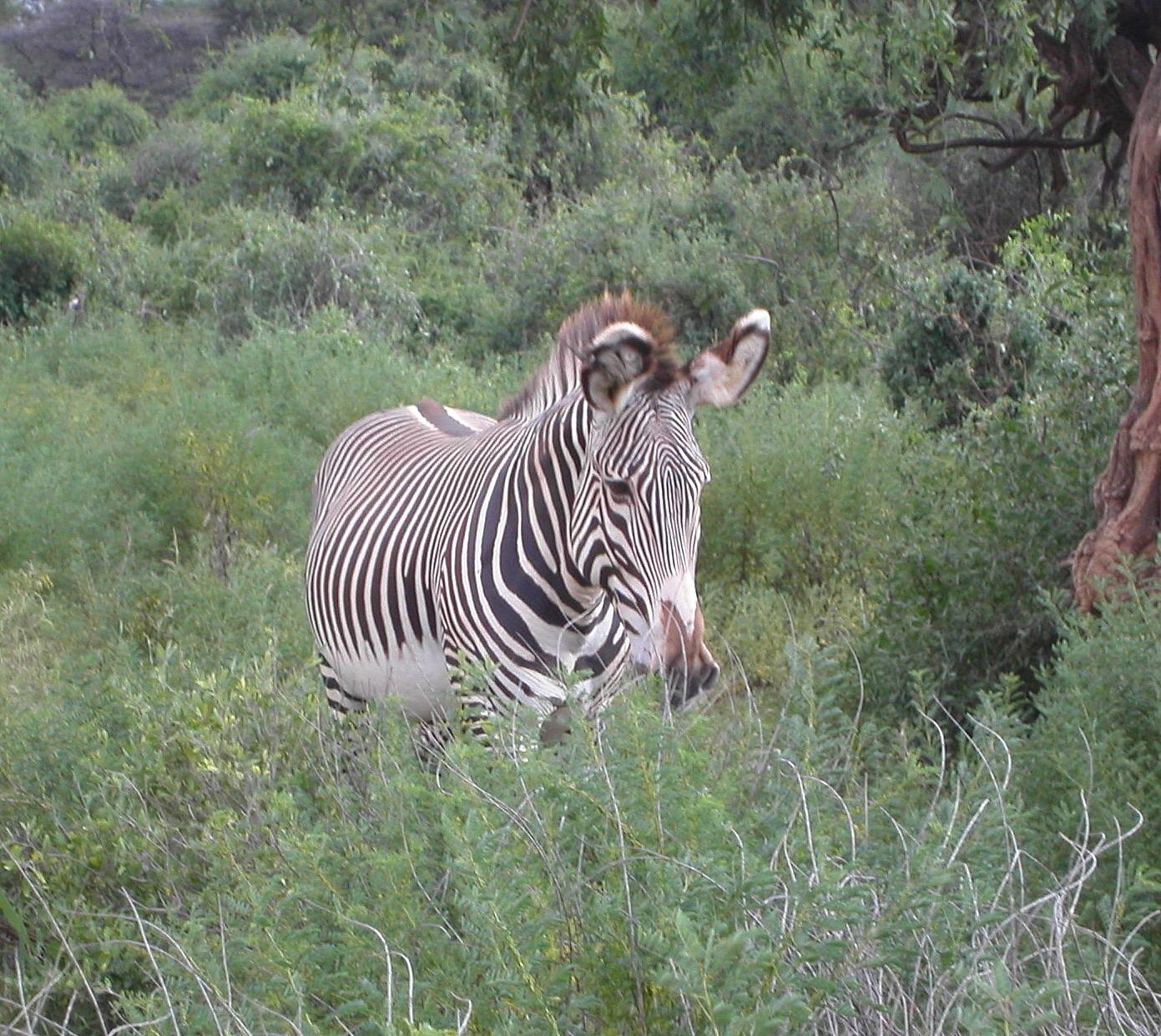
Equus grevyi en el Parque Nacional de Samburu (Kenia)

Se encuentra exclusivamente en Kenia y el sur de Etiopía, desde el río Tana hacia el norte, y hacia el noroeste hasta la orilla este del lago Turkana, existiendo hoy únicamente varios miles de ejemplares. Ocupa el nicho ecológico intermedio entre la cebra común, más dependiente del agua, y el asno salvaje africano, más adaptado al desierto. Habita las llanuras secas abiertas y la sabana arbustiva árida. Se asocia a cebras comunes formando manadas mixtas en las que predominan las Grévy. Sin embargo, ambas especies no hibridan en libertad.

## Alimentación
Pasta todo tipo de hierba, incluso aquella que es demasiado tosca para el ganado. También ramonea hojas, sobre todo en la estación seca. Es menos dependiente del agua que la cebra común; suele beber diariamente si hay agua disponible, pero si es necesario soporta dos o tres días sin líquido. Durante la sequía prolongada, puede cavar en los cauces secos en busca de agua subterránea.

## Comportamiento
Es de hábitos tanto diurnos como nocturnos. El comportamiento social de la cebra de Grévy es completamente diferente al de la cebra común. Su sociabilidad es similar; sin embargo, la cebra de Grévy es territorial y forma grupos abiertos, no cohesionados. Al contrario que en la cebra común, el aseo recíproco es casi inexistente.
La unidad básica es una hembra con su potro o sus dos potros más jóvenes. Estas familias se combinan en grupos de entre cinco y diez hembras con sus potros, pero son uniones inestables, sin cohesión ni jerarquías de rango. Los grupos pueden asociarse a cebras comunes y a varias especies de antílopes, y durante la estación seca pueden agregarse en manadas mixtas de cien a doscientos ejemplares, a veces hasta cuatrocientos cincuenta. Estas manadas migran en la estación seca en busca de zonas favorables de agua y pasto, pero después se dispersan para evitar la competencia por la escasa hierba. 
Los machos adultos son solitarios y territoriales. Generalmente dominan un territorio de 6 km², cuyas fronteras suelen coincidir con accidentes topográficos tales como cauces de arroyos. Los garañones marcan los límites de sus dominios mediante orina y pilas de excrementos, además de hacerse notar por su presencia física y su llamada, una mezcla entre el rebuzno de un asno y el gruñido de un hipopótamo. En muchas ocasiones, y si las condiciones de agua y alimento son adecuadas, los machos territoriales permanecerán en su feudo todo el año sin unirse a las migraciones, esperando así a que regresen las hembras en la estación de las lluvias, cuando comienza la época punta de cría. Los machos territoriales vecinos frecuentemente socializan en las fronteras mediante una serie de rituales, y en ocasiones se producen peleas en las que los machos luchan presionando sus cuellos, mordiendo a su adversario e intercambiando patadas y coces. 
Los grupos de yeguas suelen deambular por territorios solapantes, recorriendo cada día una distancia de 10-15 km que comprende los dominios de varios machos territoriales. Cuando cumplen los tres años, los machos jóvenes abandonan a su madre para reunirse en grupos de dos a seis solteros, hasta un máximo de diez. Estos grupos pueden invadir los dominios de los garañones territoriales sin oposición de éstos, incluso pueden mezclarse con grupos de hembras mientras buscan pasto, pero solo si las hembras no están en celo. Si hay hembras en celo, el semental adulto nunca tolerará la invasión de otro macho territorial, pero puede permitir la permanencia de los grupos de solteros en su territorio mientras se mantengan a distancia prudencial de las hembras en celo. A partir de los seis años, los machos jóvenes pueden delimitar su propio territorio. 

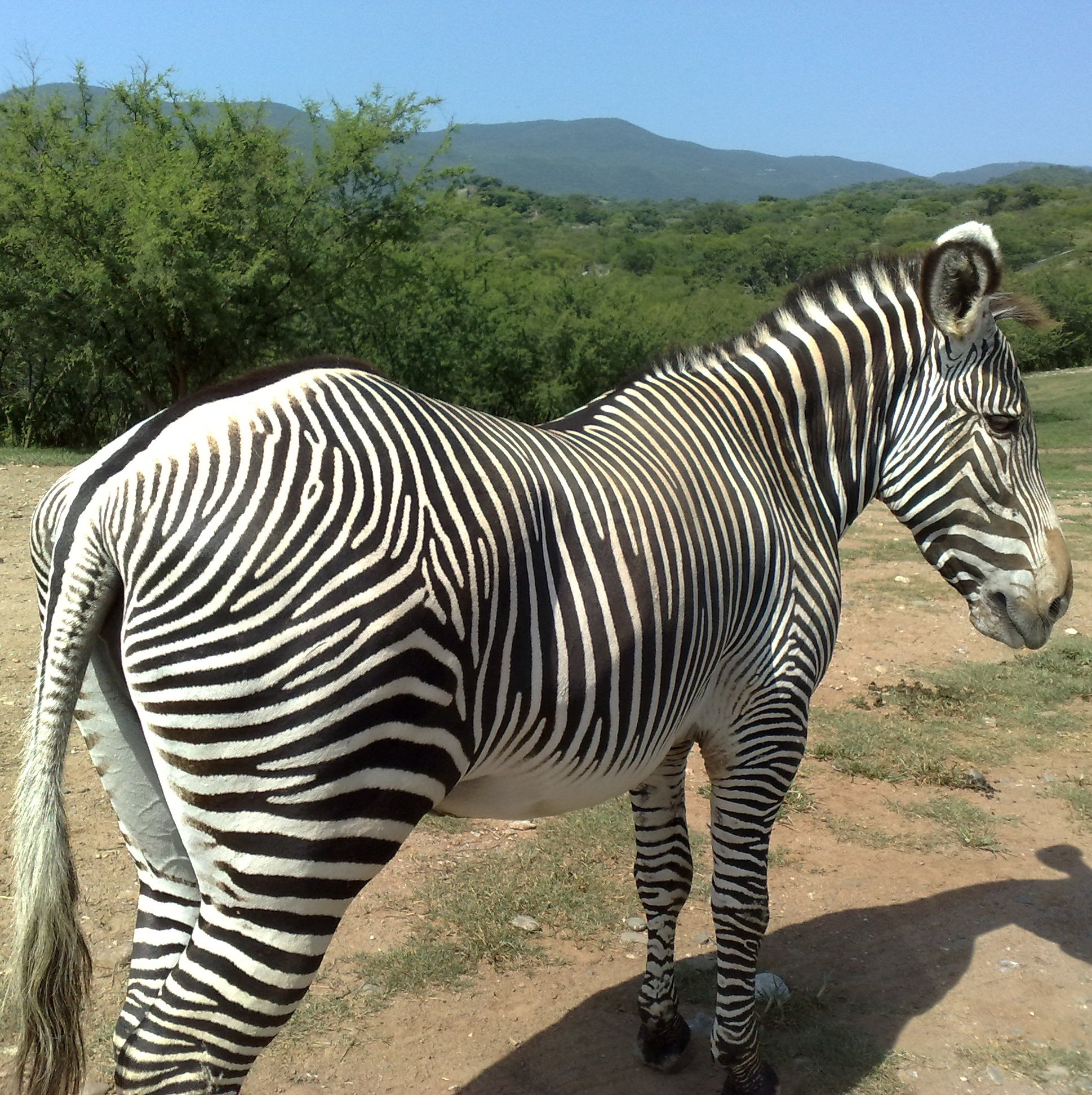
Las rayas delgadas de la grupa distinguen a la cebra de Grévy

El depredador más importante de la cebra de Grévy es el león, que ataca tanto a los adultos como a los potros. Estos últimos también son amenazados por leopardos y hienas. Durante la sequía, cuando las hembras deben recorrer grandes distancias en busca de agua, a menudo dejan a los potros desatendidos. Los pequeños carecen del instinto necesario para esconderse y se convierten entonces en presa fácil para los depredadores. La longevidad de la cebra de Grévy es de quince a veinte años. 
A pesar de las rayas y del nombre de "cebra" que ambas comparten, en realidad las cebras de Grévy y las comunes no están más emparentadas entre sí de lo que cada una de ellas lo está con los caballos o los asnos. Esto se manifiesta también en sus diferentes organizaciones sociales, que responden a adaptaciones a hábitats distintos. La cebra común es básicamente nómada y no territorial, por lo que los garañones encuentran más ventajoso unirse a los grupos de hembras y seguirlas en sus desplazamientos para asegurarse la reproducción. En cambio, las Grévy son territoriales a pesar de sus migraciones, por lo que los machos pueden establecer sus dominios y acceder así a las yeguas que habitualmente transitan su territorio.

## Reproducción

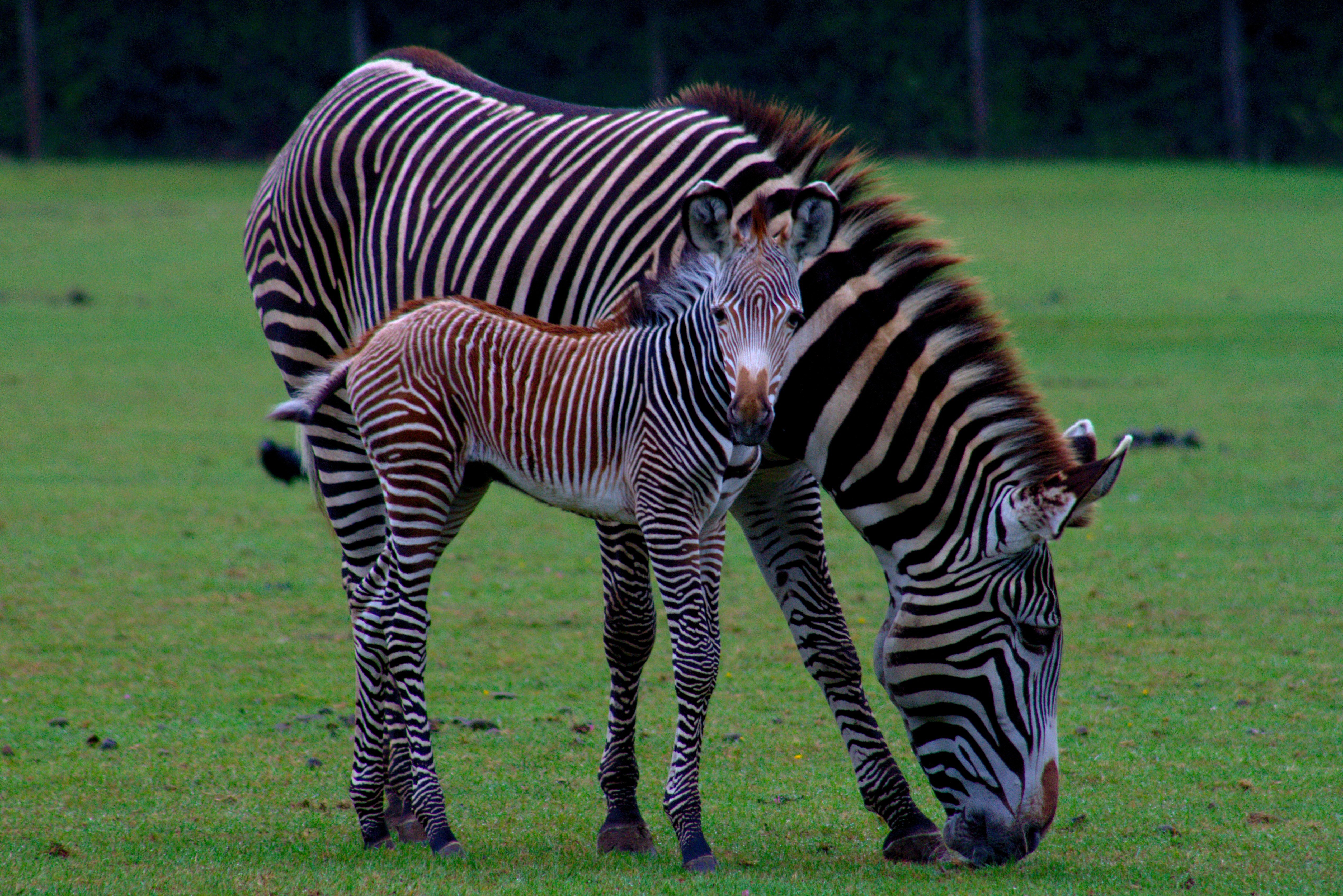
Madre con su cría

Las yeguas comienzan a criar a partir de los tres años. La mayoría de nacimientos tiene lugar en la estación húmeda, pero la cría se produce a lo largo de todo el año. La gestación es de doce a trece meses. El único potro alumbrado es capaz de erguirse sobre sus patas varios minutos después de nacer, y transcurrida una hora comienza a trotar, aunque sus patas son tan largas que tiene que separarlas para llegar con la nariz al suelo. Dentro de las grandes manadas, las yeguas con potros jóvenes se reúnen en grupos de "guardería", a veces junto a hembras en avanzado estado de gestación y madres con potros de mayor edad.

## Origen de la denominación
La cebra de Grévy, recibe su nombre en honor del presidente francés Jules Grévy (1807-1891), a quien regaló un ejemplar el emperador de Etiopía en 1882. Este ejemplar sirvió para describir la especie.